# Tres destinos (telenovela venezolana)
Tres Destinos es una telenovela venezolana realizada en 1981  por la cadena Venevisión. Original de Humberto Kiko Olivieri y protagonizada por Flor Núñez, Franklin Virguez y Félix Loreto.

## Trama
Nuestros protagonistas son muy humildes. Luciana estudia quinto semestre de psicología y José Ángel maneja un taxi a medio turno. Ellos planean casarse. La historia empieza cuando Alejo, un pretendiente de Lucía, le propone lo acepte como novio. Alejo tiene un problema: él no se siente a gusto con una muchacha en la intimidad. Cecilio Cárdenas, el padre de Luciana, quiere que se hija se gradúe y sea una profesional para que no sufra como él. por eso no aprueba su matrimonio con José Ángel, quien luego de una hermosa conversación acepta el matrimonio, donde Cecilio pide un dinero prestado para dárselo a su hija el día de la boda, José Ángel en las noches trabaja como vigilante en una fábrica. El hombre que le presta el dinero a Don Cecilio lo involucra en un contrabando y una noche en la fábrica donde trabaja José Ángel, este sin saberlo mata al padre de su novia. 

## Elenco
- Flor Núñez ... Luciana Cardenas
- Franklin Virguez ... José Ángel
- Félix Loreto ...  Alejo
- Eva Blanco
- Helianta Cruz
- Fernando Flores ... Cecilio Cardenas
- Elba Escobar
- Elena Farías
- Yalitza Hernández
- Jorge Nicolini